# Schneeberger Krankheit
Schneeberger Krankheit ist eine veraltete Bezeichnung für eine besondere Form des Lungenkrebses. Erstmals wurde diese Tumorform bei Schneeberger Bergleuten beschrieben.

## Geschichte
Die Schneeberger Krankheit, in der frühen Neuzeit auch als Bergsucht bezeichnet, begleitete die Schneeberger Bergleute über viele Jahrhunderte. Auslöser sind die hier aufgrund der besonderen Geologie eng mit den BiCoNi-Erzen verwachsenen Uranerze. Erstmals beschrieb Paracelsus in seinem 1567 erschienenen Buch die Schneeberger Krankheit. Ein weiterer Arzt, Martin Pansa (von 1607 bis 1614 Stadtarzt in Annaberg), befasst sich in seinem 1614 erschienenen Buch „Ein getrewer Rath in der beschwerlichen Berg- und Lungensucht“ mit den Lungenerkrankungen der Bergleute. Auch der Arzt Johann Friedrich Henckel, der sich 1712 in Freiberg niederließ und 1732 zum Bergrat ernannt wurde, befasste sich in seinem 1745 erschienenen Buch „Von der Bergsucht und Hüttenkatze“ mit den verschiedenen Lungenkrankheiten der Bergleute und Hüttenwerker.
Im Jahr 1879 veröffentlichten Walther Hesse und Friedrich Hugo Härting die Studie „Der Lungenkrebs, die Bergkrankheit in den Schneeberger Gruben“. Hesse war studierter Pathologe und praktizierte zwischen 1877 und 1879 als Amtsarzt in Schwarzenberg. Hesse war nach seinem Amtsantritt schockiert über den schlechten Gesundheitszustand und das geringe Lebensalter, das Bergleute typischerweise erreichten. Härting war 1865/66 Bergarzt in Schneeberg. Nach Autopsien an 20 Bergleuten kamen sie zu dem Schluss, dass die als Lungenkrebs diagnostizierte Todesursache ihren Ursprung in den Bergwerken hatte. Allerdings stellten sie, aus Unkenntnis der Existenz von Radon und thoriumaktiver Strahlung, Arsenstaub als Verursacher fest. Sie waren mit ihrer Untersuchung die ersten Mediziner, die die Vorgehensweise der Epidemiologie nicht nur auf Infektionskrankheiten, sondern auf Krebserkrankungen anwendeten. Die Arbeit, die Hesse und Härting in Schneeberg geleistet hatten, war beispielgebend für eine Reihe weiterer Wissenschaftler – am bekanntesten darunter ist die Leistung von Ludwig Rehn, der 1895 nachweisen konnte, dass ein Zusammenhang zwischen der Arbeit in einer anilinverarbeitenden Industrie und dem Auftreten von Blasenkrebs bestand.
Im Jahr 1884 veröffentlichte Richard Ancke in seiner Dissertation „Der Lungenkrebs, die Bergkrankheit in den Schneeberger Gruben“ Untersuchungen zur Entstehung der Schneeberger Krankheit.
Zwischen 1922 und 1925 wurde die Schneeberger Krankheit erstmals umfassend untersucht. In dieser Untersuchung wurde eine Gruppe von 154 Schneeberger Bergleuten, die zwischen 10 und 15 Jahren unter Tage beschäftigt waren, mit einer Gruppe von 176 Mitarbeitern der Blaufarbenwerke sowie mit 186 Oberschlemaer Einwohnern verglichen. Zusätzlich wurden 22 Autopsien verstorbener Bergleute angefertigt.
Aufgrund der ähnlichen geologischen Bedingungen der Lagerstätte Joachimsthal begannen hier analoge Untersuchungen. Julius Löwy von der Universitätsklinik in Prag publizierte auf dem 4. Internationalen Kongress der Berufskrankheiten in Lyon 1929 erste Ergebnisse und zeigte die Übereinstimmung mit der Schneeberger Krankheit in seinem Beitrag „Über die Joachimsthaler Bergkrankheit“ auf. Man führte die Krankheit auf die Inhalation radioaktiver Luft und arsenhaltiger Stäube zurück. Weitere Untersuchungen wurden 1928 bis 1930 in Joachimsthal unter der Leitung von J. Markl und Augustin Pirchan durchgeführt. In die Untersuchung wurden 323 aktive Bergleute und 83 pensionierte Mitarbeiter der Joachimsthaler Bergwerke einbezogen. Weiterhin wurden durch Heřman Šikl von der Karls-Universität in Prag 13 Autopsien durchgeführt und hier 9 Todesfälle durch Lungenkrebs festgestellt. Aufgrund dieser Untersuchungen wurde im Gesetz Nr. 99 vom 1. Juni 1932 dieser Lungenkrebs in der Tschechoslowakei als Berufskrankheit anerkannt. In weiterführenden Untersuchungen wurden bis 1937 24 Lungenkrebsfälle nachgewiesen.
Im Jahr 1939 wurde in Oberschlema das Radiuminstitut als Außenstelle des von Boris Rajewsky gegründeten Kaiser-Wilhelm-Instituts für Biophysik eingerichtet. Ziel war die Untersuchung der Wirkung der 1908 im Marx-Semler-Stolln entdeckten hochradioaktiven Quellen auf den menschlichen Organismus.
Mit der Gründung des Radiumbades Joachimsthal im Jahr 1908 brach ein Boom der Radonbalneologie aus. Mit der Entdeckung der Quellen in Oberschlema war der Weg zum Aufbau eines Radiumbades im Jahr 1918 geebnet. Man vertraute in den Bädern auf die Heilwirkung des Radiums. Während der Kuren wurde in Radiumwasser gebadet, Trinkkuren mit Radiumwasser gereicht und in Emanatorien Radon inhaliert. Die Bäder wurden jährlich von zehntausenden besucht. Die Gehalte dieser Kuren erreichten extreme Höhen: so hatten die Bäder 700 ME (9418 Bq/l) und die einstündige Emanation 70 ME (942 Bq/l). Während einer Trinkkur wurde 30 Tage lang täglich ein dreiviertel Liter Wasser mit 3000 ME (40.364 Bq/l) gereicht. Vor diesem Hintergrund ist es verständlich, dass die Forschungen zu diesem Thema weitestgehend vor der Öffentlichkeit verborgen blieben. Man fürchtete ein Ausbleiben der Kurpatienten und ein Zusammenbrechen der Radiumindustrie, die in Artikeln wie Cremes, Getränke, Schokolade, Zahnpasten, Seifen und anderen Produkten, Radium einsetzte. In der französischen Kosmetikserie „Tho-Radia“ kam zwischen 1932 und 1937 zusätzlich Thorium zum Einsatz. Auf der anderen Seite muss man feststellen, dass die Wirkung der radioaktiven Zerfallsprodukte des Radons immer noch unterschätzt wurde.
Im Jahr 1939 veröffentlichte Boris Rajewsky in der Zeitschrift für Krebsforschung einen „Bericht über die Schneeberger Untersuchungen“. Beteiligt waren Alfred Schraub, Alexander Janitzky und Alfred Krebs. Ziel der Arbeiten war es, den Zusammenhang zwischen der Radioaktivität in den Schneeberger Gruben und dem Auftreten der Schneeberger Krankheit sowie die Höhe der Toleranzdosis für berufsbedingte Strahlenexponierte zu untersuchen. Dazu wurden drei Jahre lang Messungen der Radioaktivität des Gesteins, des Wassers und der Luft im gesamten Schneeberger Grubenfeld durchgeführt. Rajewsky konnte nachweisen, dass die Inhalation von Radon im Zusammenhang mit dem Einatmen radioaktiver Stäube zu Lungenkrebs führen kann.
Das Radiuminstitut übernahm seit seiner Gründung die medizinische Überwachung der Gruben in Schneeberg, Johanngeorgenstadt und Joachimsthal. In Auswertung der Arbeiten Rajewskys wurde 1940 durch das Karlsbader Bergamt eine Bergpolizeiverordnung erlassen, in der weltweit erstmals ein Grenzwert für die Radonbelastung in Uranbergwerken festgelegt wurde.
Die Arbeiten zum Thema Lungenkrebs durch Radonemanation wurden auch im Krieg weiter geführt. Allerdings ging man auch hier, um den Status „kriegswichtig“ zu erhalten, zunehmend auf die Interessen des Militärs ein. In diesem Zusammenhang steht auch eine Veröffentlichung vom 4. Mai 1942 von Boris Rajewsky, Alfred Straub und E. Schraub am Kaiser-Wilhelm-Institut für Biophysik mit dem Thema „Über die toxische Dosis bei Einatmung von Ra-Emanation“.

## Die Zeit ab 1945
Mit dem Ende des Zweiten Weltkrieges begann das atomare Wettrüsten und mit ihm die fieberhafte Suche nach Uran. Während die Wismut und ihre Ableger in den Ostblockstaaten vorhandene und neue Lagerstätten erkundete und abbaute, lief dasselbe Szenario in den USA ab. Obwohl inzwischen der Zusammenhang zwischen Radonemanation, radioaktivem Staub und dem Auftreten der Schneeberger Krankheit hinlänglich bekannt war, wurden diese Erkenntnisse zumindest in den ersten Jahren außer Acht gelassen. Während sich im Machtbereich der Sowjetunion der Uranbergbau auf die DDR und die ČSSR konzentrierte, waren es in den USA die Bundesstaaten New Mexico, Utah und Colorado. Hier wurde auch schon vor 1945 Radium als Nebenprodukt gewonnen. Im Verlaufe des Abbaubooms entstanden hier tausende kleiner Bergwerke; allein auf dem Colorado-Plateau gab es 2500 Bergwerke.
Während man sich in der Wismut des Problems bewusst war, schlugen die amerikanischen Bergwerksbesitzer alle Warnungen der Wissenschaftler in den Wind. Ein Hauptargument war, dass die amerikanischen und die sächsisch-böhmischen Lagerstätten zu einem anderen geologischen Typus gehörten. Hintergrund war allerdings, dass es finanziell völlig unmöglich war, diese kleinen Bergwerke unter modernen Gesichtspunkten und vernünftigen Arbeitsschutzbedingungen zu betreiben.
Im Jahr 1952 fand der tschechische Physiker František Běhounek heraus, dass nicht das Radon der Auslöser der Krankheit war, sondern seine durch Staubteilchen absorbierten radioaktiven Folgeprodukte. Mitte der 1950er Jahre wurde in den USA der Working Level Month (WLM) als Maßeinheit für die Strahlenexposition in Uranbergwerken eingeführt. 1 WLM ist die Exposition infolge Inhalation von 1 WL über einen Monat (170 h). 1 WL entspricht 130 MeV/cm³.
Heute wird zwischen kurzlebigen Radon-Folgeprodukten von Rn 222 und langlebigen Radon-Folgeprodukten von Rn 220 unterschieden. Die International Commission on Radiological Protection (ICRP) gibt die internationalen Orientierungswerte heraus. Bei Rn 222 waren es 1955 12 WLM und 1981 4,8 WLM jährliche Dosis. Für Rn 220 werden für das Jahr 1981 14 WLM jährliche Dosis angegeben. Weiterhin ist man dazu übergegangen, Werte für eine Lebenszeitarbeitsdosis zu schaffen. Hier wird allerdings nicht in WLM, sondern in mSv gerechnet. 1 WLM entspricht dabei 10 mSv. Hier wird eine Lebenszeitarbeitsdosis von 1000 mSv empfohlen. Diese Werte gelten aber nur für strahlenexponierte Arbeitsplätze. Bei den neuesten Grenzwerten gibt die ICRP hier max. 20 mSv/a vor. Für die Bevölkerung soll der Grenzwert bei 1 mSv/a liegen. Allerdings sind das alles nur Empfehlungswerte.
Entscheidungshilfen sind die in mehreren Ländern durchgeführten Kohortenstudien, in denen die Todesfälle durch Lungenkrebs von Arbeitern der Urangruben und -aufbereitungswerke den statistisch errechneten Todesfällen gegenübergestellt wurden. In der Studie der Eldorado-Bergarbeiter in Kanada wurden 16.236 männliche Arbeiter im Zeitraum 1950–1999 untersucht. Die mittlere Belastung lag bei 50 WLM, an Lungenkrebs starben 618 Personen. Das bedeutet gegenüber dem errechneten statistischen Wert eine Erhöhung von 1,42. Bei einer Kohortenstudie der Bergarbeiter auf dem Coloradoplateau wurden 4137 Bergarbeiter herangezogen, die zwischen 1950 und 1960 in den Gruben gearbeitet hatten. Hier beträgt die die Erhöhung gegenüber dem statistisch errechneten Wert 3,99, also fast das vierfache. Auch in Frankreich wurde eine entsprechende Studie von 5086 Bergarbeitern, die zwischen 1946 und 1990 mindestens ein Jahr in Uranbergwerken gearbeitet hatten, angefertigt. Hier wurde eine Erhöhung der Todesrate durch Lungenkrebs um 1,43 festgestellt.
Die weltweit größte Studie wurde vom Bundesamt für Strahlenschutz durchgeführt. Hier wurden 58.987 männliche Personen ab Geburtsjahrgang 1899 erfasst, die zwischen 1946 und 1990 bei der Wismut gearbeitet hatten. Diese Studie wird auch weiterhin fortgeführt. Eine weitere Studie durch das Bundesministerium für Umwelt, Naturschutz und Reaktorsicherheit untersuchte die Todesursachen von Personen, die im Zentralen Pathologischen Institut in Stollberg/Erzgeb. obduziert wurden. Das Institut unterstand dem Gesundheitswesen der Wismut. Herangezogen wurden 19.337 Personen. Davon waren 14.913 bei der Wismut beschäftigt. In beiden Studien wird nicht vordergründig die Entstehung von Lungenkrebs aufgrund radioaktiver Belastung untersucht, sondern die gesamte gesundheitliche Belastung und die daraus entstehenden Krankheiten.
Neben dem Nachweis der Erhöhung des Lungenkrebsrisikos durch radioaktive Belastung wurde auch eine verstärkende Wirkung von Arsenstäuben nachgewiesen. Im Gegensatz zu der Annahme, dass Silikose im Zusammenhang mit radioaktiver Belastung das Lungenkrebsrisiko steigert, fand man heraus, dass die Lungenkrebsrate bei Silikotikern um 29 % unter der Lungenkrebsrate von Bergleuten ohne Silikose liegt. Nach Herz-Kreislauf (33,5 %) war der Lungenkrebs mit 26 % die zweithäufigste Todesursache.
Eine zusammenfassende Studie wurde von Jay H. Lubin im Jahr 1994 veröffentlicht. Er wertete die Daten von 11 Studien von zusammen 67.746 Bergarbeitern aus. Registriert wurden hier 2736 Fälle von Lungenkrebs, davon 2620 (4,51 %) bei den 60.570 Bergarbeitern des Uranbergbaues und 116 (1,61 %) bei den 7176 anderen Bergarbeitern.
Allerdings sind diese Gesamtzahlen nicht sehr aussagekräftig, da sie die prozentualen Anteile der Todesfälle in den verschiedenen Studien nicht benennen.
Die abgeschlossenen und noch laufenden Studien haben gezeigt, dass mit steigender radioaktiver Belastung die Häufigkeit der strahleninduzierten Lungenkrebsfälle ansteigt. Eine 0-Schwelle scheint es nicht zu geben. Das heißt, dass auch kleine Dosen über einen längeren Zeitraum zu einer Erkrankung führen können. Allerdings ist diese Einschätzung rein rechnerisch zu betrachten, da die radioaktive Belastung nicht der einzige Lungenkrebs auslösende Faktor ist.
Diese radioaktiven Belastungen von Bergleuten sind nicht nur auf den Uranbergbau beschränkt. Betroffen sind hier unter anderen auch Zinnbergwerke in China und Großbritannien, Flussspatbergwerke in Neufundland und das stillgelegte Flussspatrevier Wölsendorf, sowie Eisenerzbergwerke in den USA, Schweden, Großbritannien und Frankreich. Verursacher sind hier die Thorium und Uran enthaltenden Bodenschätze und Nebengesteine.

## Die Wismut AG und die Schneeberger Krankheit
Da als Hauptauslöser für die Erkrankung der zum Teil radioaktive Staub und das Radon bekannt waren, schenkte man diesem Thema schon sehr frühzeitig Beachtung.
In den Anfangsjahren galten die Allgemeinen Bergpolizeivorschriften für das Land Sachsen vom 27. September 1929 und die sich daraus ergebenden Sicherheitsvorschriften für Wetterführung und Schlagwetter sowie Geleucht- und Lampenwirtschaft aus dem Jahr 1932.
Die ersten Sicherheitsvorschriften zur Wetterführung wurden durch die Wismut AG im Jahr 1949 erlassen. Hier wurde für jeden in der stärkstbelegten Schicht gleichzeitig beschäftigten Arbeiter, eine Frischwettermenge von 3 m³/min Frischwetter gefordert.
Die ersten gesetzlichen Vorschriften der DDR zur technischen Sicherheit und den Arbeitsschutz im Erzbergbau, in denen auch die Vorgaben für die Bewetterung geregelt waren, wurden am 30. Dezember 1952 erlassen.
Durch Maßnahmen zur Verbesserung der Bewetterung stieg die je Arbeitskraft und Minute verfügbare Wettermenge zwischen 1960 und 1965 von 12 m³ auf 36 m³.
Die in den Folgejahren geteuften Wetterschächte machten eine Erhöhung der Wettermenge im Objekt 09 auf 74,2 m³ je Arbeitskraft und Minute ab 1985 möglich. Auch in den Thüringer Revieren wurden analoge Werte erreicht.
Auch das Problem des Trockenbohrens wurde erkannt und dieses 1949 verboten. Es dauerte aber bis Mitte der 1950er Jahre, bis es auch konsequent durchgesetzt wurde, beim Erzabbau sogar bis Mitte der 1960er Jahre. Hintergrund waren technische Unzulänglichkeiten, höherer materieller Aufwand und geringere Vortriebsleistungen. Allerdings konnte das Nassbohren anfänglich das Problem des lungengängigen Feinstaubes nicht lösen. Durch die Aeration des Wassers wurde nur der grobe Staub gebunden.
Bei der Staubbekämpfung spielte nicht nur das Bohren, sondern auch der durch Lade- und Transportarbeiten aufgewirbelte Staub eine Rolle. Deshalb wurde nach dem Sprengen vor Ort alles mit Wasser benetzt und auch die Strecken und Stöße entweder durch Besprühen mit Magnesiumchlorid, oder durch das Ausstreuen von Magnesiumchloridflocken feucht gehalten.
Ab 1955 führte sowjetisches Personal des geophysikalischen Dienstes Messungen zur Radonbelastung durch, und ab 1957 begann die systematische Radonüberwachung durch Entnahme von Luftproben. Ab 1965 wurde mit Messung der Konzentration der Radonfolgeprodukte an allen ständig belegten Arbeitsorten unter Tage begonnen.
In Anlehnung an internationale Standards wurden in der Verordnung über die Gewährleistung von Atomsicherheit und Strahlenschutz der DDR die effektive Dosis von Rn 222-Folgeprodukten auf 40 mSv (4 WLM) im Jahr festgelegt. Da es in der Strahlenschutzverordnung der Bundesrepublik keine entsprechenden Bestimmungen gibt, hat diese Regelung weiterhin Bestand.
Darüber hinaus gab es bei der Wismut AG Grenzwerte für die Luftkonzentration für Radon-Folgeprodukte:
- 4 MeV/cm³ für nicht beruflich strahlenexponiertes Personal
- 40 MeV/cm³ für beruflich strahlenexponiertes Personal und gleichzeitig Warnwert mit Auflagen
- 120 MeV/cm³ Sperrung der Arbeitsorte

Die Anerkennung der Schneeberger Krankheit als Berufskrankheit unter dem Begriff „Schneeberger Lungenkrankheit“ im Jahr 1925 war seit ihrer Einführung allerdings territorial auf den Raum Schneeberg beschränkt. Mit der am 27. Dezember 1947 erstellten Liste von Berufskrankheiten in der SBZ, wurde die Anerkennung auf alle Erzbergbaubetriebe im Erzgebirge erweitert. Erst die Liste vom 14. November 1957 machte eine generelle Anerkennung auf dem Gebiet der DDR möglich. Mit einer Überarbeitung der Liste vom 21. April 1981 wurde der Begriff „Schneeberger Lungenkrankheit“ durch die Formulierung „Bösartige Neubildungen oder ihre Vorstufe durch ionisierende Strahlen“ ersetzt.
Im Juli 1952 wurde die Silikosezentralstelle (SKE) gegründet. Diese war für das ab September 1952 durchgeführte jährliche Lungenröntgen aller Bergleute zuständig. Aus der SKE ging später die Abteilung berufliche Lungenerkrankungen hervor. Im Jahr 1960 wurde auch die Kommission für strahleninduzierte Lungenkrebserkrankungen ins Leben gerufen.
Das am 7. September 1967 gegründete Arbeitshygienische Zentrum (AHZ) in Niederdorf untersuchte ab 1971 auch mit Hilfe eines EDV-Erfassungsprogrammes die Belastung durch Radonfolgeprodukte. Für die Statistik der strahleninduzierten Bronchialkarzinome der „Sektor Berufskrankheiten der Gebietsinspektion Gesundheitsschutz in den Betrieben der Direktion des Gesundheitswesens Wismut“ zuständig. Wie alle Statistiken über die Berufskrankheiten bei der Wismut AG, unterlag auch diese Statistik der Geheimhaltung.
Am 14. August 1970 wurde durch den Hauptstrahlenschutzbeauftragten der SDAG Wismut eine Expositionstabelle für die Abbaureviere im Erzgebirge, Thüringen und Vogtland vorgelegt. Hier wurde die Strahlenbelastung in WLM ausgewiesen.
Aufgrund fehlender Messergebnisse von 1946 bis 1956 wurden für diesen Zeitraum auf Ergebnisse von Untersuchungen aus den 1930er und 1940er Jahren aus erzgebirgischen und tschechischen Silbergruben zurückgegriffen.
Diese Tabelle wurde ab diesem Datum als Grundlage für die Expositionsbewertung bei den Verfahren zur Anerkennung von Berufskrankheiten herangezogen.
| Jahr      | Dosis  | Maßeinheit |
| --------- | ------ | ---------- |
| bis 1955  | 30–300 | WLM/a      |
| 1956–1960 | 10–100 | WLM/a      |
| 1961–1965 | 5–50   | WLM/a      |
| 1966–1970 | 3–25   | WLM/a      |
| 1971–1975 | 2–10   | WLM/a      |
| ab 1976   | 1–4    | WLM/a      |

Ab 1971 wurde in Anlehnung an die Strahlenschutzverordnung der DDR eine Belastung von unter 200 WLM als risikoarm eingestuft und reichte damit nicht zur Anerkennung einer Berufskrankheit aus. Unter Verwendung von Angaben der Zentralverwaltung der Statistik der DDR und Angaben der Internationalen Strahlenschutzkommission (ICRP) aus dem Jahre 1966, demzufolge sich die Krebsfälle bei einer Belastung von 450 WLM verdoppeln, wurde dieser Wert als Schwellenwert für die direkte Anerkennung einer Berufskrankheit festgelegt. Im Mai 1988 wurde die direkte Anerkennungsschwelle auf 300 WLM abgesenkt, ab Juni 1990 auf 200 WLM. Dieser Wert hatte bis 1992 Bestand. Seitdem wird in der Anerkennungspraxis eine Einzelfallprüfung durchgeführt. Grundlage dafür ist ein von Jacobi aufgestelltes Modell von einer proportionalen Beziehung zwischen der beruflichen Exposition durch Radon-Folgeprodukte und dem zusätzlichen relativen Bronchialkrebsrisiko. Bis 1990 wurden durch die Sozialversicherung der Wismut 5237 Fälle von Bronchialkrebs anerkannt. In 98 % der Fälle handelte es sich um Beschäftigte, die vor 1955 eingestellt wurden. Seit dem Einigungsvertrag gilt für das Gebiet der DDR das Dritte, Fünfte und Sechste Buch der Reichsversicherungsordnung. Hier wird unter der Nummer 2402 die Erkrankung durch ionisierende Strahlen aufgeführt.